# Ramón Mercader
Jaime Ramón Mercader del Río (Barcellona, 7 febbraio 1913 – L'Avana, 18 ottobre 1978) è stato un agente segreto spagnolo naturalizzato sovietico.
Comunista originario di Barcellona operante nel NKVD durante il governo di Iosif Stalin nell'URSS, è maggiormente conosciuto per aver assassinato nell'agosto 1940 a Città del Messico, con una piccozza, l'ex rivoluzionario bolscevico russo Lev Trockij che era fuggito dall'URSS dopo la sconfitta politica ad opera di Stalin. Nel 1960, dopo la detenzione in Messico per l'omicidio, fu insignito del titolo di Eroe dell'Unione Sovietica e dell'Ordine di Lenin. Ha diviso il suo tempo tra Cuba, l'Unione Sovietica ed altri Paesi.

## Biografia
Nato a Barcellona, in Spagna, il padre era Pau Mercader i Marina, un ricco mercante tessile, mentre la madre, Eustaquia (o Eustacia) María Caridad del Río Hernández, cubana di simpatie comuniste, ebbe un ruolo importante per la formazione politica di Ramón. Ramón, infatti, trascorse gran parte della sua gioventù in Francia, dove la madre si era rifugiata con i figli dopo la fuga dal manicomio dove la famiglia del marito l'aveva rinchiusa per evitare che la sua relazione adulterina con un aviatore francese, Louis Delrieu, destasse scandalo. 
Fin da giovane, ispirato anche dalle convinzioni politiche della madre, abbracciò le ideologie comuniste, cooperando con organizzazioni di sinistra spagnole verso la metà degli anni trenta. Venne anche imprigionato per attività politica e fu scarcerato nel 1936, quando in Spagna salì al potere un governo di sinistra. Nel frattempo, sua madre divenne agente segreto sovietico e lui la seguì a Mosca dove venne soprannominato dai suoi superiori "Gnome". Iniziò dunque ad operare per il NKVD, dal quale venne incaricato di assassinare Lev Trockij, che diversi anni prima era stato esiliato dall'Unione Sovietica, ma continuava a fare propaganda contro il leader sovietico Stalin, soprattutto attraverso i suoi scritti.

### Assassinio di Lev Trockij

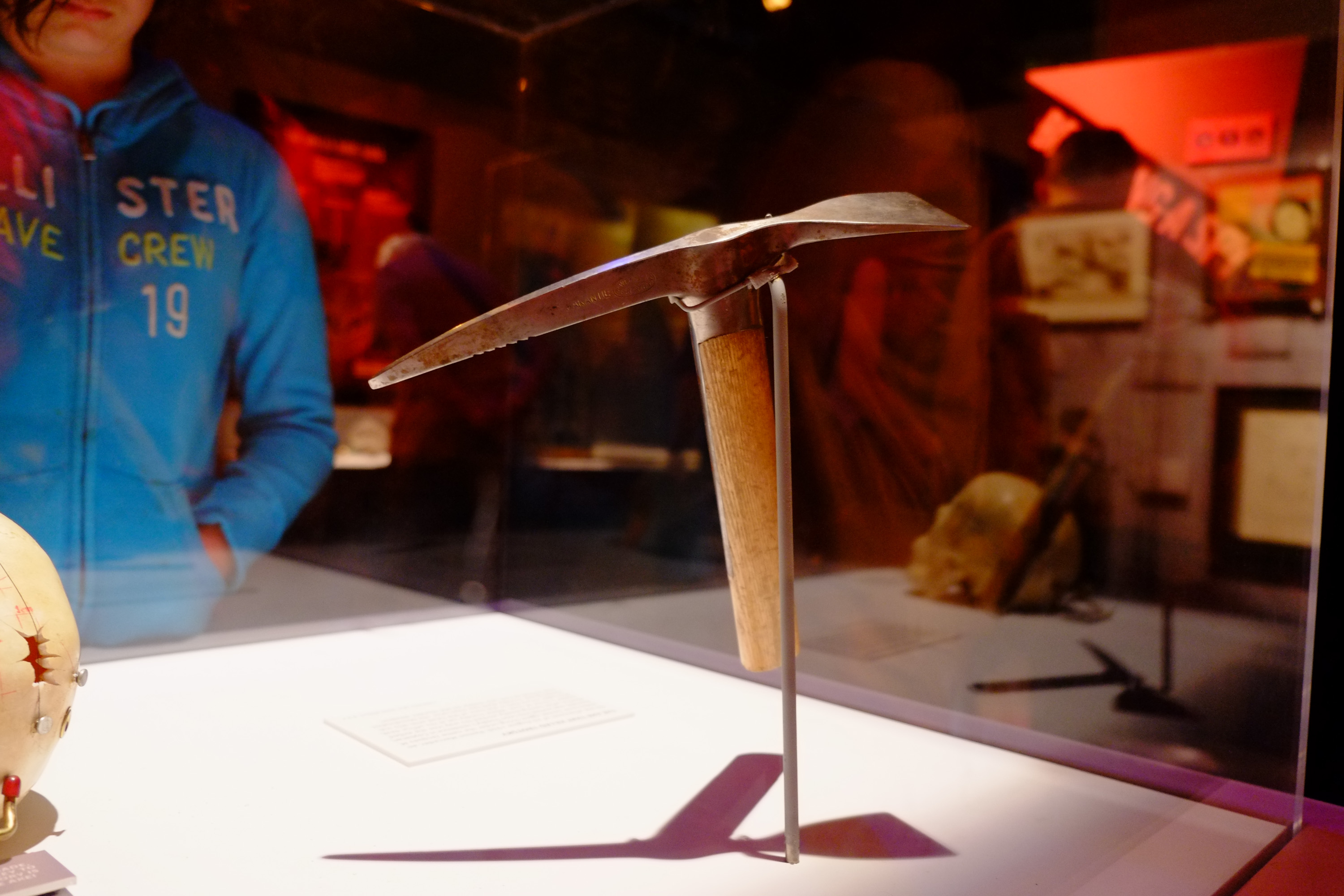
La piccozza utilizzata da Mercader per assassinare Trockij

Nell'attuazione del piano Mercader assunse una serie di false identità: dapprima "Jacques Mornard", uomo d'affari nato a Teheran da un inesistente diplomatico belga, e successivamente, "Frank Jackson", cittadino canadese. Attraverso la sorella di una segretaria statunitense di Trockij, Sylvia Ageloff, che aveva appositamente sedotto a Parigi e che aveva poi seguito dapprima negli USA, e nell'ottobre del 1939 in Messico, riuscì a venire in diretto contatto con Trockij. Il politico russo era appena sfuggito, nel maggio del 1940, all'assalto armato organizzato dal celebre pittore David Alfaro Siqueiros, di tendenza stalinista.
Il 20 agosto 1940 Mercader sfondò il cranio di Trockij nella sua residenza a Coyoacán, usando come arma una piccozza da ghiaccio dal manico tagliato. Mercader, che durante l'azione era rimasto ferito, fu arrestato dalle autorità messicane, alle quali non rivelò mai la sua vera identità: fu condannato per omicidio a 20 anni di carcere.

### Vita successiva e morte
Nel 1953 la sua vera identità fu scoperta, ma i suoi legami con NKVD rimasero segreti fino allo scioglimento dell'Unione Sovietica. Il 6 maggio 1960 fu rilasciato dopo diverse richieste di grazia presentate dall'Unione Sovietica. Si trasferì a L'Avana dove fu accolto da Fidel Castro, che si era appena avvicinato all'URSS. Nel 1961 si recò in Unione Sovietica dove in precedenza il governo stalinista lo aveva insignito con la medaglia d'Eroe dell'Unione Sovietica. Accolto da Nikita Sergeevič Chruščëv con onore, gli fu assegnata una pensione come eroe di guerra.
Visse a Mosca per circa un decennio (sotto un altro pseudonimo, Ramón Ivanovich López), fino a quando non si trasferì a Cuba negli anni '70, dove fu assunto come consulente da Fidel Castro, pur continuando a viaggiare passando per la Cecoslovacchia. Morì a L'Avana nel 1978 di tumore polmonare causato da un sarcoma e fu sepolto a Mosca nel cimitero di Kuncevo.
Il fratello sostenne che Ramón presumibilmente morì a causa delle radiazioni emanate da un orologio da polso donatogli a Mosca dai vecchi compagni. Nell'orologio era stata nascosta una pastiglia di un radionuclide di tallio.

## Vita privata
Sposato con Roquelia Mendoza Buenabad e padre di tre figli, era il cugino  dell'attrice María Mercader, già seconda moglie del regista Vittorio De Sica e madre dell'attore Christian De Sica e del musicista Manuel De Sica.

## Riferimenti nella cultura di massa
- Nel film L'assassinio di Trotsky del 1972, diretto da Joseph Losey, Mercader è interpretato da Alain Delon.
- Il prescelto (El elegido), regia di Antonio Chavarrías, 2016.